# أكسل هاس
أكسل هاس (بالألمانية: Axel Haase) (و. 1952 – م) هو فيزيائي، وأستاذ جامعي من ألمانيا .

## مناصب وهيئات
أدار جامعة ميونخ التقنية، وجامعة فورتسبورغ.